# Atins
Atins är en ort i Brasilien.   Den ligger i kommunen Barreirinhas och delstaten Maranhão, i den nordöstra delen av landet, 1 600 km norr om huvudstaden Brasília. Atins ligger 3 meter över havet och antalet invånare är 2 000.
Terrängen runt Atins är mycket platt. Havet är nära Atins åt nordost. Runt Atins är det glesbefolkat, med 13 invånare per kvadratkilometer.. Det finns inga andra samhällen i närheten.
Trakten runt Atins består i huvudsak av gräsmarker.